# Fontscaldes
Fontscaldas (oficialmente Fontscaldes) es una localidad española del municipio de Valls, perteneciente a la provincia de Tarragona, en la comunidad autónoma de Cataluña.

## Toponimia
El nombre del lugar puede encontrarse referido con las grafías Fonscaldes, Fontscaldas y Fontscaldes.

## Historia
Hacia mediados del siglo XIX, el lugar, por entonces ya perteneciente a Valls, tenía contabilizadas unas 29 casas. La localidad aparece descrita en el octavo volumen del Diccionario geográfico-estadístico-histórico de España y sus posesiones de Ultramar de Pascual Madoz de la siguiente manera:

FONSCALDES: parr. rural de la v. y part. jud. de Valls (3/4 leg.), prov. y dióc. de Tarragona (3 1/2), aud. terr. y c. g. de Barcelona (13): sit. al N. de dicha v.; consta de 29 casas que forman una plaza y calle, y una igl. parr. (San Simon), aneja de la de Valls, servida por un vicario nutual, y contiguo á ella el cementerio. El terreno es de mediana calidad; corre por él un arroyo llamado Pantano, que nace en el térm. de Miraemar, y confluye en el r. Francolí. prod.: vino y aceite, y cria caza de conejos, liebres y perdices: sus confines, pobl., y riqueza unido á Valls. (V.)
(Madoz, 1847, p. 127)

En 2022, tenía empadronados 185 habitantes.

## Patrimonio
En la localidad hay una iglesia bajo la advocación de San Simón.